# كماج خور (قرة باشلو)
كماج خور (بالفارسية: کماج خور) هي قرية تقع في إيران في قسم قرة باشلو الريفي. يقدر عدد سكانها بـ 204 نسمة بحسب إحصاء 2016.